# Гряниківка (зупинний пункт)
Гряникі́вка — пасажирський залізничний зупинний пункт Куп'янської дирекції Південної залізниці.
Розташований біля дитячого табору «Лісова казка», Дворічанський район, Харківської області на лінії Тополі — Куп'янськ-Вузловий між станціями Дворічна (8 км) та Тополі (11 км).
Станом на травень 2019 року щодоби чотири пари приміських електропоїздів здійснюють перевезення за маршрутом Тополі — Куп'янськ-Вузловий.